# Церковь Святого Иоанна Непомука
Церковь Святого Иоанна Непомука (чеш. Kostel svatého Jana Nepomuckého) — костёл неподалёку от города Ждяр-над-Сазавоу, объект Всемирного наследия ЮНЕСКО (с 1994 года).
Церковь, посвящённая мученику Яну Непомуку, была построена в 1720-е годы на Зелёной горе по проекту Яна Сантини. План здания имеет форму пятиконечной звезды (звёзды — один из атрибутов святого), стиль костёла — так называемая «барочная готика», сочетающая черты неоготики и барокко. Паломническая церковь окружёна кладбищем.